# Anisophyllea obtusifolia
Anisophyllea obtusifolia är en tvåhjärtbladig växtart som beskrevs av Adolf Engler och Brehmer. Anisophyllea obtusifolia ingår i släktet Anisophyllea och familjen Anisophylleaceae. Inga underarter finns listade i Catalogue of Life.